# St. Petersburg Open 2004 - Qualificazioni singolare
Le qualificazioni del singolare  dello  St. Petersburg Open 2004 sono state un torneo di tennis preliminare per accedere alla fase finale della manifestazione. I vincitori dell'ultimo turno sono entrati di diritto nel tabellone principale. In caso di ritiro di uno o più giocatori aventi diritto a questi sono subentrati i lucky loser, ossia i giocatori che hanno perso nell'ultimo turno ma che avevano una classifica più alta rispetto agli altri partecipanti che avevano comunque perso nel turno finale.
Le qualificazioni del torneo St. Petersburg Open 2004 prevedevano 32 partecipanti di cui 4 sono entrati nel tabellone principale.

## Teste di serie
1. Lars Burgsmüller (secondo turno)
2. Alexander Peya (Qualificato)
3. Jean-René Lisnard (primo turno)
4. Jiří Vaněk (Qualificato)

1. Noam Okun (primo turno)
2. Roko Karanušić (secondo turno)
3. Vladimir Volčkov (ultimo turno)
4. Harel Levy (secondo turno)

## Qualificati
1. Michael Kohlmann
2. Alexander Peya

1. Andy Ram
2. Jiří Vaněk

## Tabellone

### Legenda
| - Q = Qualificato - WC = Wild card - LL = Lucky loser | - ALT = Alternate - SE = Special Exempt - PR = Protected Ranking | - w/o = Walkover - r = Ritirato - d = Squalificato |

### Sezione 1
|  | Primo turno             | Primo turno             | Primo turno             | Primo turno | Primo turno |  |  | Secondo turno | Secondo turno           | Secondo turno    | Secondo turno    | Secondo turno |   |   | Ultimo turno            | Ultimo turno            | Ultimo turno | Ultimo turno | Ultimo turno |  |
|  |                         |                         |                         |             |             |  |  |               |                         |                  |                  |               |   |   |                         |                         |              |              |              |  |
|  | 1                       | Lars Burgsmüller        | Lars Burgsmüller        | 6           | 6           |  |  |               |                         |                  |                  |               |   |   |                         |                         |              |              |              |  |
|  |                         | Serhij Stachovs'kyj     | Serhij Stachovs'kyj     | 0           | 4           |  |  | 1             | Lars Burgsmüller        | 6                | 2                | 4             |   |   |                         |                         |              |              |              |  |
|  | Kirill Ivanov-Smolensky | Kirill Ivanov-Smolensky | Kirill Ivanov-Smolensky | 6           | 3           |  |  |               | Kirill Ivanov-Smolensky | 4                | 6                | 6             |   |   |                         |                         |              |              |              |  |
|  | Vadim Davletšin         | Vadim Davletšin         | Vadim Davletšin         | 2           | 0r          |  |  |               |                         |                  |                  |               |   |   | Kirill Ivanov-Smolensky | Kirill Ivanov-Smolensky | 6            | 3            | 1            |  |
|  | Michael Kohlmann        | Michael Kohlmann        | Michael Kohlmann        | 6           | 6           |  |  |               |                         | Michael Kohlmann | Michael Kohlmann | 4             | 6 | 6 |                         |                         |              |              |              |  |
|  | Evgenij Smirnov         | Evgenij Smirnov         | Evgenij Smirnov         | 2           | 2           |  |  |               | Michael Kohlmann        | Michael Kohlmann | 6                | 6             |   |   |                         |                         |              |              |              |  |
|  | 8                       | Harel Levy              | Harel Levy              | 6           | 7           |  |  | 8             | Harel Levy              | Harel Levy       | 2                | 3             |   |   |                         |                         |              |              |              |  |
|  |                         | František Čermák        | František Čermák        | 3           | 5           |  |  |               |                         |                  |                  |               |   |   |                         |                         |              |              |              |  |

### Sezione 2
|  | Primo turno        | Primo turno        | Primo turno      | Primo turno | Primo turno |  |  | Secondo turno | Secondo turno    | Secondo turno  | Secondo turno    | Secondo turno    |   |   | Ultimo turno | Ultimo turno   | Ultimo turno   | Ultimo turno | Ultimo turno |  |
|  |                    |                    |                  |             |             |  |  |               |                  |                |                  |                  |   |   |              |                |                |              |              |  |
|  | 2                  | Alexander Peya     | Alexander Peya   | 6           | 6           |  |  |               |                  |                |                  |                  |   |   |              |                |                |              |              |  |
|  |                    | Valery Rudnev      | Valery Rudnev    | 4           | 1           |  |  | 2             | Alexander Peya   | Alexander Peya | 6                | 6                |   |   |              |                |                |              |              |  |
|  | Ivo Klec           | Ivo Klec           | 7                | 5           | 6           |  |  |               | Ivo Klec         | Ivo Klec       | 4                | 3                |   |   |              |                |                |              |              |  |
|  | Philipp Mukhometov | Philipp Mukhometov | 6                | 7           | 3           |  |  |               |                  |                |                  |                  |   |   | 2            | Alexander Peya | Alexander Peya | 6            | 6            |  |
|  | Dmitri Vlasov      | Dmitri Vlasov      | 6                | 5           | 6           |  |  |               |                  | 7              | Vladimir Volčkov | Vladimir Volčkov | 2 | 3 |              |                |                |              |              |  |
|  | Nikolay Mishin     | Nikolay Mishin     | 1                | 7           | 4           |  |  |               | Dmitri Vlasov    | 6              | 65               | 5                |   |   |              |                |                |              |              |  |
|  | 7                  | Vladimir Volčkov   | Vladimir Volčkov | 6           | 6           |  |  | 7             | Vladimir Volčkov | 3              | 7                | 7                |   |   |              |                |                |              |              |  |
|  |                    | Saša Tuksar        | Saša Tuksar      | 3           | 0           |  |  |               |                  |                |                  |                  |   |   |              |                |                |              |              |  |

### Sezione 3
|  | Primo turno          | Primo turno          | Primo turno          | Primo turno | Primo turno |  |  | Secondo turno        | Secondo turno        | Secondo turno    | Secondo turno    | Secondo turno    |   |   | Ultimo turno | Ultimo turno | Ultimo turno | Ultimo turno | Ultimo turno |  |
|  |                      |                      |                      |             |             |  |  |                      |                      |                  |                  |                  |   |   |              |              |              |              |              |  |
|  |                      | Andy Ram             | 4                    | 6           | 6           |  |  |                      |                      |                  |                  |                  |   |   |              |              |              |              |              |  |
|  | 3                    | Jean-René Lisnard    | 6                    | 3           | 4           |  |  | Andy Ram             | Andy Ram             | 6                | 3                | 7                |   |   |              |              |              |              |              |  |
|  | Sébastien de Chaunac | Sébastien de Chaunac | Sébastien de Chaunac | 7           | 6           |  |  | Sébastien de Chaunac | Sébastien de Chaunac | 4                | 6                | 65               |   |   |              |              |              |              |              |  |
|  | Mikhail Lifshits     | Mikhail Lifshits     | Mikhail Lifshits     | 5           | 3           |  |  |                      |                      |                  |                  |                  |   |   | Andy Ram     | Andy Ram     | Andy Ram     | 6            | 6            |  |
|  | Matwé Middelkoop     | Matwé Middelkoop     | Matwé Middelkoop     | 6           | 6           |  |  |                      |                      | Matwé Middelkoop | Matwé Middelkoop | Matwé Middelkoop | 3 | 3 |              |              |              |              |              |  |
|  | Orest Tereščuk       | Orest Tereščuk       | Orest Tereščuk       | 1           | 3           |  |  | Matwé Middelkoop     | Matwé Middelkoop     | 65               | 6                | 6                |   |   |              |              |              |              |              |  |
|  |                      | Vadim Kucenko        | 6                    | 3           | 6           |  |  | Vadim Kucenko        | Vadim Kucenko        | 7                | 4                | 3                |   |   |              |              |              |              |              |  |
|  | 5                    | Noam Okun            | 2                    | 6           | 3           |  |  |                      |                      |                  |                  |                  |   |   |              |              |              |              |              |  |

### Sezione 4
|  | Primo turno      | Primo turno        | Primo turno        | Primo turno | Primo turno |  |  | Secondo turno | Secondo turno  | Secondo turno  | Secondo turno | Secondo turno |   |    | Ultimo turno | Ultimo turno | Ultimo turno | Ultimo turno | Ultimo turno |  |
|  |                  |                    |                    |             |             |  |  |               |                |                |               |               |   |    |              |              |              |              |              |  |
|  | 4                | Jiří Vaněk         | 3                  | 6           | 6           |  |  |               |                |                |               |               |   |    |              |              |              |              |              |  |
|  |                  | Nenad Zimonjić     | 6                  | 3           | 4           |  |  | 4             | Jiří Vaněk     | Jiří Vaněk     | Jiří Vaněk    | 3             |   |    |              |              |              |              |              |  |
|  | Željko Krajan    | Željko Krajan      | Željko Krajan      | 6           | 6           |  |  |               | Željko Krajan  | Željko Krajan  | Željko Krajan | 2r            |   |    |              |              |              |              |              |  |
|  | Andrei Mishin    | Andrei Mishin      | Andrei Mishin      | 4           | 4           |  |  |               |                |                |               |               |   |    | 4            | Jiří Vaněk   | 6            | 6            | 7            |  |
|  | Julian Knowle    | Julian Knowle      | Julian Knowle      | 6           | 6           |  |  |               |                |                | Julian Knowle | 4             | 7 | 65 |              |              |              |              |              |  |
|  | Andrej Stoljarov | Andrej Stoljarov   | Andrej Stoljarov   | 3           | 3           |  |  |               | Julian Knowle  | Julian Knowle  | 6             | 7             |   |    |              |              |              |              |              |  |
|  | 6                | Roko Karanušić     | Roko Karanušić     | 6           | 7           |  |  | 6             | Roko Karanušić | Roko Karanušić | 4             | 5             |   |    |              |              |              |              |              |  |
|  |                  | Tejmuraz Gabašvili | Tejmuraz Gabašvili | 2           | 63          |  |  |               |                |                |               |               |   |    |              |              |              |              |              |  |